# بيفر كريك
بيفر كريك (بالإنجليزية: Beaver Creek, Minnesota)‏ هي مدينة تقع في ولاية مينيسوتا في الولايات المتحدة. تبلغ مساحة هذه المدينة 1.29 (كم²)، وترتفع عن سطح البحر 442 م، بلغ عدد سكانها 297 نسمة في عام 2010 حسب إحصاء مكتب تعداد الولايات المتحدة.

## التركيبة السكانية
قام مكتب تعداد الولايات المتحدة بتحديد بيانات التركيبة السكانية لبيفر كريكفي تعداد الولايات المتحدة. في ما يلي، التركيبة السكانية حسب تعدادي 2000 و2010.

### تعداد عام 2000
بلغ عدد سكان بيفر كريك 250 نسمة بحسب تعداد عام 2000، وبلغ عدد الأسر 106 أسرة وعدد العائلات 78 عائلة مقيمة في المدينة. في حين سجلت الكثافة السكانية 505.5 نسمة لكل ميل مربع (195.2/كم2). وبلغ عدد الوحدات السكنية 112 وحدة بمتوسط كثافة قدره 226.5 نسمة لكل ميل مربع (87.5/كم2).
وتوزع التركيب العرقي للمدينة بنسبة 98.80% من البيض و 1.20% من عرقين مختلطين أو أكثر.
بلغ عدد الأسر 106 أسرة كانت نسبة 26.4% منها لديها أطفال تحت سن الثامنة عشر تعيش معهم، وبلغت نسبة الأزواج القاطنين مع بعضهم البعض 62.3% من أصل المجموع الكلي للأسر، ونسبة 8.5% من الأسر كان لديها معيلات من الإناث دون وجود شريك، وكانت نسبة 26.4% من غير العائلات. تألفت نسبة 26.4% من أصل جميع الأسر من أفراد ونسبة 17.0% كانوا يعيش معهم شخص وحيد يبلغ من العمر 65 عاماً فما فوق. وبلغ متوسط حجم الأسرة المعيشية 2.82، أما متوسط حجم العائلات فبلغ 2.36.
بلغ العمر الوسطي للسكان 42 عاماً. وكانت نسبة 20.4% من القاطنين تحت سن الثامنة عشر، وكانت نسبة 14.0% بين الثامنة عشر والأربعة وعشرون عاماً، ونسبة 21.2% كانت واقعةً في الفئة العمرية ما بين الخامسة والعشرون حتى والأربعة وأربعون عاماً، ونسبة 25.6% كانت ما بين الخامسة والأربعون حتى الرابعة والستون، ونسبة 18.8% كانت ضمن فئة الخامسة والستون عاماً فما فوق. يوجد لكل 100 أنثى 92.3 ذكر، ويوجد لكل 100 أنثى في الثامنة عشر من عمرها فما فوق 84.3 ذكر.
بلغ متوسط دخل الأسرة في المدينة 34,167 دولار، أما متوسط دخل العائلة فبلغ 39,583 دولار. وكان متوسط دخل الذكور 23,036 دولار مقابل 22,426 دولار للإناث. وسجل دخل الفرد الخاص بالمدينة 14,924 دولار. وكانت نسبة 6.7% من العائلات ونسبة 7.8% من السكان تحت خط الفقر، ولا أحد منهم تحت سن الثامنة عشر ونسبة 30.6% في الخامسة والستين من العمر وما فوق.

### تعداد عام 2010
بلغ عدد سكان بيفر كريك 297 نسمة بحسب تعداد عام 2010، وبلغ عدد الأسر 117 أسرة وعدد العائلات 86 عائلة مقيمة في المدينة. في حين سجلت الكثافة السكانية 594.0 نسمة لكل ميل مربع (229.3/كم2). وبلغ عدد الوحدات السكنية 122 وحدة بمتوسط كثافة قدره 244.0 لكل ميل مربع (94.2/كم2).
وتوزع التركيب العرقي للمدينة بنسبة 97.0% من البيض و 0.3% من الأمريكيين الأصليين و 1.0% من الأمريكيين الأفارقة.
بلغ عدد الأسر 117 أسرة كانت نسبة 31.6% منها لديها أطفال تحت سن الثامنة عشر تعيش معهم، وبلغت نسبة الأزواج القاطنين مع بعضهم البعض 65.8% من أصل المجموع الكلي للأسر، ونسبة 4.3% من الأسر كان لديها معيلات من الإناث دون وجود شريك، بينما كانت نسبة 3.4% من الأسر لديها معيلون من الذكور دون وجود شريكة وكانت نسبة 26.5% من غير العائلات. تألفت نسبة 20.5% من أصل جميع الأسر من أفراد ونسبة 8.6% كانوا يعيش معهم شخص وحيد يبلغ من العمر 65 عاماً فما فوق. وبلغ متوسط حجم الأسرة المعيشية 2.92، أما متوسط حجم العائلات فبلغ 2.54.
بلغ العمر الوسطي للسكان 36.9 عاماً. وكانت نسبة 24.6% من القاطنين تحت سن الثامنة عشر، وكانت نسبة 8.4% بين الثامنة عشر والأربعة وعشرون عاماً، ونسبة 24.6% كانت واقعةً في الفئة العمرية ما بين الخامسة والعشرون حتى والأربعة وأربعون عاماً، ونسبة 30.7% كانت ما بين الخامسة والأربعون حتى الرابعة والستون، ونسبة 11.8% كانت ضمن فئة الخامسة والستون عاماً فما فوق. وتوزع التركيب الجنسي للسكان بنسبة 53.5% ذكور و46.5% إناث.

## وصلات خارجية
- The US50 - Cities and Towns in Minnesota State